# Fast Food Nation
Fast Food Nation (v anglickém originále Fast Food Nation) je americká filmová komedie z roku 2006. Režisérem filmu je Richard Linklater. Hlavní role ve filmu ztvárnili Patricia Arquette, Luis Guzmán, Ethan Hawke, Ashley Johnson a Greg Kinnear.

## Obsazení
| Patricia Arquette       | Cindy        |
| Luis Guzmán             | Benny        |
| Ethan Hawke             | Pete         |
| Ashley Johnson          | Amber        |
| Greg Kinnear            | Don Anderson |
| Kris Kristofferson      | Rudy Martin  |
| Catalina Sandino Moreno | Sylvia       |
| Ana Claudia Talancón    | Coco         |
| Bruce Willis            | Harry Rydell |
| Avril Lavigne           | Alice        |